# Изи Кугунур
Изи Кугунур (мар. Изнур) — деревня в Моркинском районе Республики Марий Эл. Входит в состав Себеусадского сельского поселения.

## География
Находится в юго-восточной части республики Марий Эл на расстоянии приблизительно 22 км по прямой на северо-запад от районного центра посёлка Морки.

## История
Известна с 1763 года как деревня Кугунур или Изи Кугунур (Купсола) с населением 107 душ мужского пола. Согласно местной легенде деревню обосновали охотники из деревни Кугунур (Советский район). В 1782 году в деревне проживали 227 человек, население — мари. В 1892 году была построена Николаевская церковь (в 1932 году закрыта). В начале XX века в деревне был 21 двор, проживали 160 человек. В 1932 году в деревне находились 38 хозяйств, проживали 200 человек, из них 7 человек русские, остальные мари. В 1959 году здесь проживали 170 человек, в 1980 году было 36 хозяйств и 142 жителя. В советское время работали колхозы «У илыш» («Новая жизнь»), «Москва», «Правда», «Дружба», позднее СПК СХА «Дружба».

## Население
Население составляло 144 человека (мари 100 %) в 2002 году, 125 в 2010.